# Martti Ketelä
Martti Einar Ketelä, noto anche con il soprannome Mara (Kotka, 24 ottobre 1944 – Helsinki, 26 giugno 2002), è stato un pentatleta e schermidore finlandese.

## Biografia
Rappresentò la Finlandia ai Giochi olimpici estivi di Città del Messico 1968, terminando al ventesimo posto nella gara individuale ed al quinto posto in quella a squadre, assieme ai connazionali Seppo Aho e Jorma Hotanen.
Quattro anni più tardi, all'Olimpiade di Monaco di Baviera 1972, vinse la medaglia di bronzo nella prova a squadre, terminando alle spalle delle nazionali di Unione Sovietica e Ungheria, con nella Risto Hurme e Veikko Salminen. Nell'gara individuale, giunse diciannovesimo al traguardo.
Ha anche gareggiato ai mondiali di Jönköping 1967, Budapest 1969, Warendorf 1970 e Londra 1973, senza riuscire a salire sul podio. Il suo miglior posto individuale fu il quattordicesimo posto nel 1973.

## Palmarès

### Pentathlon moderno
- Olimpiadi

Monaco 1972: bronzo nella gara a squadre;
- Campionati finlandesi

1967: argento;
1968: argento;
1972: bronzo;

### Scherma
- Campionati finlandesi (7 titoli: 1 individuale, 6 a squadre)

1967: oro nella spada individuale;
1968: oro nella spada a squadre;
1972: oro nella spada a squadre;
1976: oro nella spada a squadre;
1979: oro nella spada a squadre;
1981: oro nella spada a squadre;
1982: oro nella spada a squadre;